# Flecha de Prata
O Flecha de Prata, igualmente conhecido como Expresso de Prata, foi um serviço ferroviário rápido da Companhia dos Caminhos de Ferro Portugueses, que ligava as cidades de Lisboa e do Porto, em Portugal.

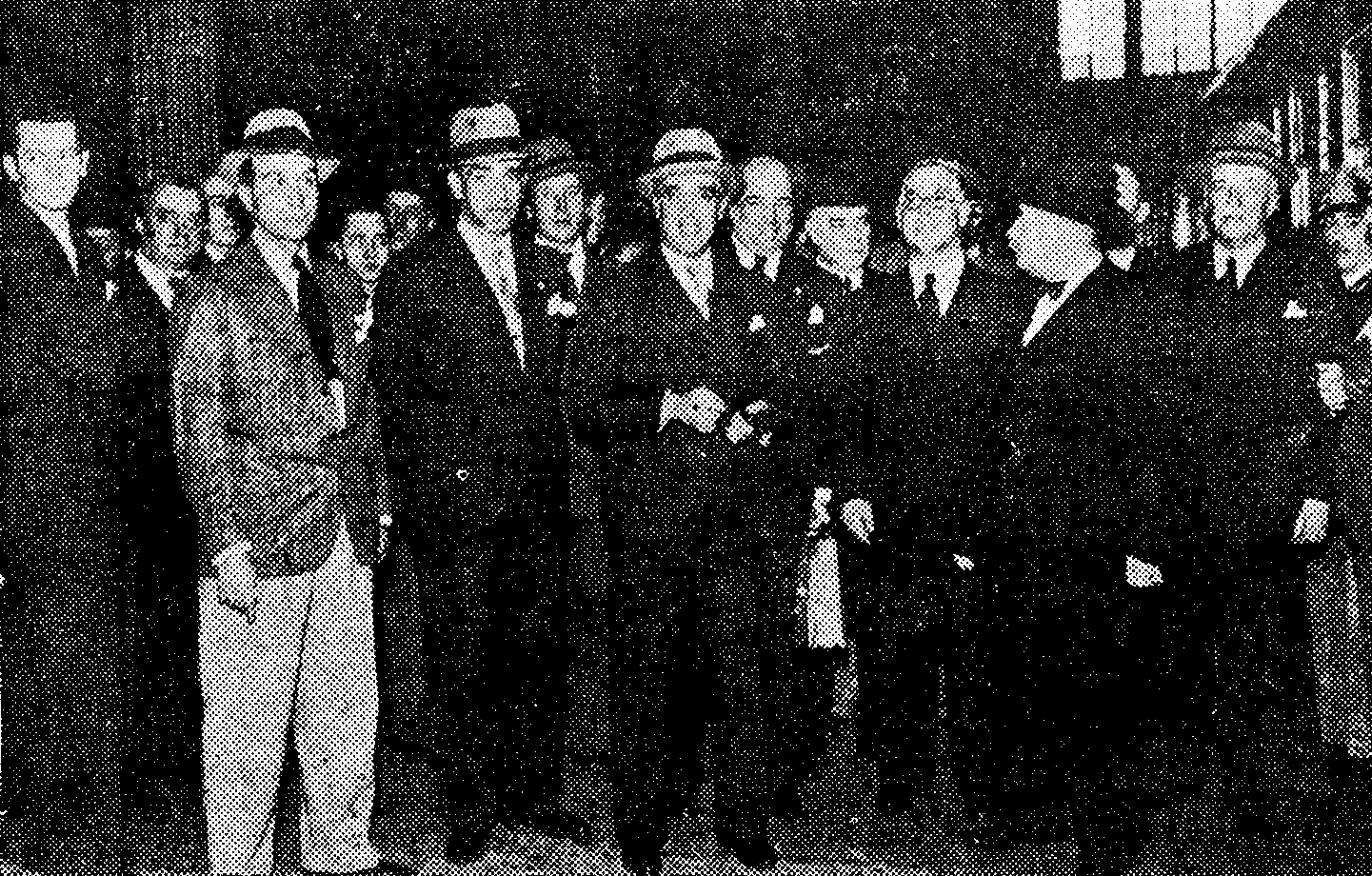
Duarte Pacheco e outros convidados na Gare do Rossio, para a inauguração do comboio Flecha de Prata.

## Descrição
Consistiu num comboio rápido, entre as cidades de Lisboa e o Porto, que fazia o percurso em pouco mais de quatro horas. O material circulante rebocado era composto por carruagens de aço inoxidável, produzidas pela empresa americana Budd, e que usavam bogies do tipo Pennsylvania. Em termos de locomotivas, foram usadas as das séries 501 a 508 e Série 351 a 370.

## História
A viagem inaugural teve lugar no dia 8 de Agosto de 1940, durante o evento da Exposição do Mundo Português, tendo saído da Gare do Rossio, em Lisboa, e chegado à Estação de São Bento, no Porto, 4 horas e 34 minutos depois, estabelecendo um novo marco no tempo de viagem entre as duas cidades por via ferroviária. Pelo caminho, o comboio parou em Santarém, Coimbra-B e Albergaria. O ponto de maior velocidade na viagem foi atingido na recta entre Pombal e Alfarelos, quando o comboio chegou aos 132 Km/h, uma das maiores velocidades atingidas até então em território nacional. Era composto por um furgão, duas carruagens e dois vagões-restaurantes, e rebocado pela locomotiva 503, da Série 501 a 508 à qual foram adicionados vários elementos aerodinamicos. A viagem contou com a participação do Ministro das Obras Públicas, Duarte Pacheco, e de outros altos elementos do governo e da C. P., o comandante americano Lebreton, e o arquitecto Cottinelli Telmo
Previa-se que o Flecha de Prata iria ser então a a principal imagem de marca dos caminhos de ferro portugueses. Os serviços iniciaram-se ainda nesse ano, apesar das grandes restrições à circulação ferroviária, causadas pela escassez de carvão devido ao deflagrar da Segunda Guerra Mundial. Com efeito, logo em 1941 as viagens foram suspensas.
Num artigo publicado em 23 de Junho de 1949 no jornal Comercio de Portimão, foram criticadas várias medidas introduzidas pela Companhia dos Caminhos de Ferro Portugueses, incluindo a introdução de antigas carruagens de terceira classe noutros comboios rápidos, embora elevadas à categoria de segunda classe. Porém, o jornal denunciou a forma como, apesar destas carruagens terem sido ligeiramente alteradas de forma a melhorar as condições de conforto, ainda assim não atingiam os padrões do antigo material concebido de origem para a segunda classe.